# Carcinops alberti
Carcinops alberti är en skalbaggsart som beskrevs av Desbordes 1919. Carcinops alberti ingår i släktet Carcinops och familjen stumpbaggar. Inga underarter finns listade i Catalogue of Life.